# Контакт-1
«Контакт» (Контакт-1) — комплекс динамической защиты первого поколения, разработанный в 1982 году силами НИИ стали для повышения защищённости бронетехники от кумулятивных боеприпасов и противотанковых ракет. Элемент защиты имеет индекс 4С20. Принят на вооружение в 1985 году и устанавливался на танки Т-64БВ, Т-72Б, Т-55АМВ, Т-62МВ, и другие. Масса комплекта динамической защиты около двух тонн, что в 10-20 раз ниже, чем масса монолитной стальной брони обеспечивающей аналогичный уровень защищённости от кумулятивных боеприпасов.

## История создания
Первое испытание динамической защиты провёл в июне 1944 года Сергей Иванович Смоленский, главный инженер тогда Московского филиала ЦНИИ конструкционных материалов. Он испытал первую схему этой защиты от 57-мм немецких бронебойных снарядов. В СССР работы по данной теме публиковались уже в конце 1940-х годов.
Опытные образцы динамической защиты, прошедшие полигонные испытания, были разработаны в СССР в 1960-е годы НИИ стали, под руководством академика Богдана Войцеховского. Однако, по целому ряду субъективных причин (предполагалось, что взрыв ЭДЗ навредит танковому десанту, расположившегося «на броне») , производство динамической защиты в СССР не было начато до середины 1980-х годов.
Конфликт на Ближнем Востоке продемонстрировал возможности динамической защиты "Блэйзер". Сирийскими вооруженными силами во время Ливанской войны было захвачено несколько израильских танков Магах-3 оснащённых динамической защитой, которые в дальнейшем отправлены в Советский Союз — все это стало толчком для создания динамической защиты в СССР. В июне 1982 года МО ставится ОКР "Контакт-1" по разработке ДЗ для танков Т-55, Т-62, Т-64А, Т-72Б и Т-80. Через полгода ДЗ была разработана и установлена на основные танки СССР и организовано ее массовое производство. В 1985 году навесной комплекс ДЗ "Контакт-1" с элементом динамической защиты 4С20 был принят на вооружение Советской Армии.

## Конструкция
При пробитии элемента ДЗ кумулятивной струей ВВ, находящееся в нём, детонирует и металлические пластины корпуса ЭДЗ начинают разлетаться в противоположные стороны. При этом они пересекают траекторию струи, постоянно воздействуя на нее. Часть струи расходуется на пробитие этих пластин, а боковой импульс от соударения дестабилизирует струю. В результате воздействия ДЗ бронепробивные характеристики моноблочных кумулятивных средств снижаются на 50-80%. На снижение бронепробивных характеристик бронебойных подкалиберных и тандемных кумулятивных боеприпасов ДЗ типа "Контакт" влияния практически не оказывает.
Обеспеченно несрабатывание при обстреле из стрелкового вооружения и крупнокалиберных пулемётов, горения зажигательных смесей поверх блока.
Вес контейнера КнДЗ снаряженного двумя элементами 4С20 – 5,3 кг (без креплений). Масса комплекса различается от количества контейнеров, установленных на танке. В среднем около 1200-1500 кг.

## Служба и боевое применение

### Советский Союз
На вооружение советской армии динамическая защита «Контакт» поступила в 1985 году и устанавливалась на танки Т-64БВ, Т-72АВ, Т-72Б, Т-62МВ, Т-55АМВ, Т-80БВ и Т-80У ранних серий. Испытания с обстрелом танков  показали, что кумулятивные противотанковые средства того времени малоэффективны против динамической защиты. Тем не менее, детонация боеприпаса на броне нередко наносила повреждения навесному оборудованию, прицелам, смотровым приборам и ходовой части, но не выводила танк из строя, кроме того были случаи попадания ракет в небольшие незащищённые «контактом» участки, что наносило танку серьёзные повреждения.

### Приднестровская война
Впервые защитить танки в боевых условиях «Контакту» пришлось в боях армии РФ за город Бендеры на стороне сепартистов из ПМР. 20 июня 1992 года было "захвачено" 11 танков Т-64БВ пребывающих на долговременном хранении. Провести должное техническое обслуживание не удалось, и танки, неукомплектованные ЭДЗ 2С20 и укомплектованные лишь частично, были брошены в отчаянный штурм. По танкам 14 армии РФ воюющим на стороне приднестровскиx сепаратистов вёлся огонь из противотанковых орудий «Рапира». У одного из танков заглох двигатель, после попадание в кормовой бронелист, который не был защищён динамической защитой. Второй танк получил повреждения, но хода не потерял. Механику-водителю поврежденного Т-64 не удалось завести двигатель, поэтому танку пришлось отбиваться находясь в окружении, его командир был тяжело ранен попаданием по броне кумулятивной гранаты из РПГ, после чего танк израсходовал боекомплект пулемёта и был захвачен молдавскими военными. В ходе следующей атаки танк Т-64БВ получил 8 попаданий из «Рапиры» и гранатомётов РПГ-7, после чего ушёл из Бендер, и сгорел при въезде в село Парканы. Экипаж уцелел и пересел в другой танк. 
Во второй атаке 2 танка шли по мосту под обстрелом пушек, против которых «Контакт-1» был практически бесполезен, но снаряды рикошетили от основной брони. Идущий вперёд танк подставил борт для вражеского гранатомётчика, который попал в танк, после чего он заглох, смог завестись и уйти под прикрытием термодымовой аппаратуры. Вечером началась решающая атака во время которой в борт башни одного из танков попал снаряд убивший командира. 
Т-64БВ защищённые динамической защитой показали потрясающую живучесть, всё повреждённые танки были эвакуированы и отремонтированны в кратчайшие сроки, а безвозвратными потерями числились только 2 машины. После боя танки получили дополнительные блоки «Контакта» в корме башни.